# SM UB-50
SM UB-50 – niemiecki okręt podwodny z okresu I wojny światowej, jedna z 96 zbudowanych jednostek typu UB III. Okręt miał wyporność 516 ton w położeniu nawodnym i 651 ton pod wodą, a jego główną bronią było 10 torped o kalibrze 500 mm wystrzeliwanych z pięciu wyrzutni. Napędzana silnikami wysokoprężnymi i elektrycznymi jednostka rozwijała prędkość 13,6 węzła na powierzchni i 8 węzłów w zanurzeniu, osiągając zasięg nawodny wynoszący 9040 Mm przy prędkości 6 węzłów (i 55 Mm przy prędkości 4 węzłów pod wodą).
UB-50 został zwodowany 6 stycznia 1917 roku w stoczni Blohm & Voss w Hamburgu, a do służby w Kaiserliche Marine wcielono go 12 lipca 1917 roku. Przebazowany na Morze Śródziemne został nominalnie wcielony w skład Kaiserliche und Königliche Kriegsmarine pod nazwą SM U-81, pływając w składzie Flotylli Pola. W czasie służby operacyjnej okręt odbył siedem patroli bojowych, podczas których zatopił 39 statków o łącznej pojemności 98 071 BRT i pancernik o wyporności 16 350 ton, a siedem statków o łącznej pojemności 25 172 BRT zostało uszkodzonych. SM UB-50 został poddany Wielkiej Brytanii w styczniu 1919 roku w wyniku podpisania rozejmu w Compiègne, a następnie złomowany.

## Projekt i budowa
Wydane w kwietniu 1915 roku przez Inspektorat U-Bootów memorandum wzywało kierownictwo Cesarskiej Marynarki Wojennej do zaprojektowania i budowy uproszczonego typu okrętu podwodnego, który miał zostać wykorzystany w działaniach blokadowych Wielkiej Brytanii. Budowa dużych, oceanicznych okrętów podwodnych trwała zbyt wiele czasu, podobnie jak używanych do ich napędu silników wysokoprężnych o dużej mocy, co powodowało duży niedobór jednostek tej klasy w niemieckiej flocie. Wznowienie na początku 1916 roku nieograniczonej wojny podwodnej sprawiło, że konieczne stało się opracowanie średniej wielkości okrętu podwodnego uzbrojonego w torpedy, który można było szybko zbudować. Przybrzeżne okręty typu UB II były zbyt słabo uzbrojone i miały niewystarczający zasięg, przez co ich użycie ograniczone było przeważnie do wód Morza Północnego i kanału La Manche, natomiast nowo projektowane torpedowe okręty podwodne musiały być zdolne do operowania wokół Wysp Brytyjskich i na Morzu Śródziemnym. Zrezygnowano z wcześniejszego schematu prostych jednostek jednokadłubowych z zewnętrznymi zbiornikami balastowymi na rzecz konstrukcji dwukadłubowej.
Projekt nowego okrętu podwodnego średniej wielkości oparto na konstrukcji udanych podwodnych stawiaczy min typu UC II. Dziobowej części okrętu nadano nowy profil, a szyby minowe zastąpiono przedziałem torpedowym z czterema wewnętrznymi wyrzutniami torped; powiększono również wyposażony w dwa peryskopy kiosk. Znacznie została powiększona moc silników spalinowych i elektrycznych, jak również pojemność zbiorników paliwa, jednak odbyło się to kosztem zmniejszenia o 40% wielkości baterii akumulatorów i o blisko 30% ich pojemności w stosunku do SM U-16, przez co spadła prędkość podwodna i zasięg. Okręty charakteryzowały się doskonałą manewrowością i krótkim czasem zanurzania wynoszącym 30 sekund. Budowa okrętów o nadanym przez Inspektorat U-Bootów numerze projektu 44, zwanych później typem UB III, miała rozpocząć się po zrealizowaniu przez stocznie kontraktów na budowę jednostek typu UB II i UC II, czyli najwcześniej wiosną 1917 roku.
SM UB-50 zamówiony został 20 maja 1916 roku jako jednostka z liczącej 24 jednostki I serii okrętów typu UB III . Powstał w stoczni Blohm & Voss w Hamburgu jako jeden z 26 okrętów typu UB III zbudowanych w tej wytwórni . UB-50 otrzymał numer stoczniowy 295 (Werk 295)  . Stępkę okrętu położono w 1916 roku, a zwodowany został 6 stycznia 1917 roku . Koszt budowy okrętu wyniósł 3 mln 276 tys. marek.

## Dane taktyczno-techniczne

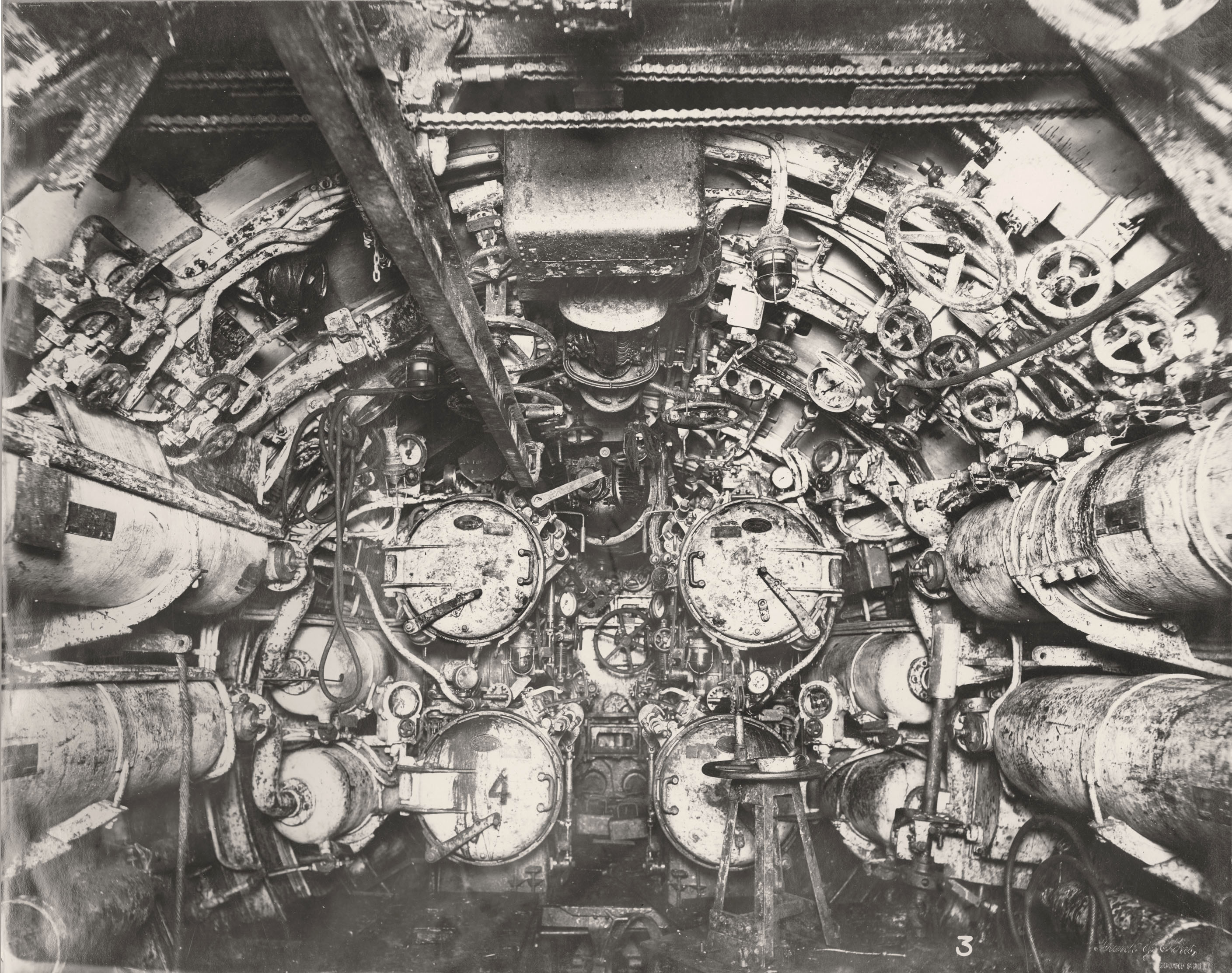
Wnętrze przedziału torpedowego siostrzanego okrętu SM UB-110

SM UB-50 był średniej wielkości okrętem podwodnym o konstrukcji dwukadłubowej. Długość całkowita wynosiła 55,3 metra, szerokość 5,8 metra i zanurzenie 3,68 metra. Kadłub sztywny miał 40,1 metra długości i 3,9 metra szerokości . Podzielony był grodziami na następujące przedziały (od dziobu): przedział torpedowy, pomieszczenia załogi, centrala, pomieszczenia załogi, przedział silników spalinowych, przedział silników elektrycznych oraz rufowy przedział torpedowy. Wysokość (od stępki do szczytu kiosku) wynosiła 8,25 metra . Dziób jednostki przystosowany był do przecinania sieci przeciwpodwodnych. Wyporność w położeniu nawodnym wynosiła 516 ton, a w zanurzeniu 651 ton.
Okręt napędzany był na powierzchni przez dwa 6-cylindrowe, czterosuwowe silniki wysokoprężne MAN S6V35/35 o łącznej mocy 809 kW (1100 KM) przy 450 obr./min, a pod wodą poruszał się dzięki dwóm silnikom elektrycznym SSW o łącznej mocy 580 kW (788 KM) przy 362 obr./min. Dwa wały napędowe obracały dwie śruby o średnicy 1,4 metra każda. Jednostka wyposażona była w dwa stery kierunku i dwa podwójne stery głębokości. Okręt osiągał prędkość 13,6 węzła na powierzchni i 8 węzłów w zanurzeniu. Zasięg wynosił 9040 Mm przy prędkości 6 węzłów w położeniu nawodnym oraz 55 Mm przy prędkości 4 węzłów pod wodą. Zbiorniki mieściły 75 ton paliwa , a energia elektryczna magazynowana była w dwóch bateriach akumulatorów po 62 ogniwa, zlokalizowanych pod przednim i tylnym pomieszczeniem mieszkalnym załogi. Dopuszczalna głębokość zanurzenia wynosiła 50 metrów , a czas wykonania manewru zanurzenia 30 sekund.
Głównym uzbrojeniem okrętu było pięć wewnętrznych wyrzutni torped kalibru 500 mm: cztery dziobowe i jedna na rufie, z łącznym zapasem 10 torped. Broń artyleryjską stanowiło umieszczone przed kioskiem działo pokładowe kalibru 8,8 cm TK C/08 L/30, z zapasem amunicji wynoszącym od 160 do 296 naboi . Okręt wyposażony był w dwa peryskopy: wachtowy i bojowy. Wyposażenie ratownicze stanowiła umieszczona na pokładzie łódź ratunkowa.
Załoga okrętu składała się z trzech oficerów oraz 31 podoficerów i marynarzy.

## Służba

### 1917 rok
SM UB-50 został wcielony do służby w Kaiserliche Marine 12 lipca 1917 roku . Dowództwo okrętu objął kpt. mar. (niem. Kapitänleutnant) Franz Becker, wcześniej dowodzący UC-14 i UC-20 . Po okresie szkolenia okręt otrzymał rozkaz udania się na Morze Śródziemne i 28 sierpnia wyruszył z Kilonii w długi rejs w kierunku austro-węgierskich baz.
8 września na Oceanie Atlantyckim (na pozycji 48°30′N 12°20′W/48,500000 -12,333333) okręt zatrzymał i po ewakuacji załogi zatopił zbudowany w 1895 roku amerykański drewniany czteromasztowy szkuner „William H. Clifford” o pojemności 1593 BRT, płynący z Hawru do Nowego Jorku . 12 września w odległości 18 Mm na północny zachód od Przylądka Sines U-Boot zatrzymał zespół składający się ze zbudowanego w 1914 roku brytyjskiego holownika HS 3 (121 BRT) i płynącej na jego holu barki Rb 10, przewożącej zapasy wojenne z Wysp Brytyjskich do Iraku; obie jednostki po zejściu załóg zostały zatopione za pomocą ładunków wybuchowych   . Nazajutrz na tych samych wodach załoga UB-50 zatrzymała i zatopiła dwa portugalskie żaglowce: zbudowany w 1897 roku „Gomizianes Da Graça Odemira” o pojemności 32 BRT, który wypłynął z Vila Nova de Milfontes i pochodzący z 1847 roku „Correiro De Sines” (32 BRT)  . 14 września w odległości 15 Mm na południowy zachód od Przylądka Sines ten sam los spotkał zbudowany w 1872 roku portugalski trzymasztowy szkuner „Sado” o pojemności 196 BRT, płynący z ładunkiem żelaza i wina z Malagi do Lizbony . 18 września w odległości 8 Mm na południowy zachód od Przylądka Spartel U-Boot storpedował bez ostrzeżenia i zatopił zbudowany w 1895 roku uzbrojony brytyjski parowiec „Polar Prince” o pojemności 3611 BRT, transportujący węgiel ze Milford Haven na Maltę (na pozycji 35°30′N 6°45′W/35,500000 -6,750000; z załogi nikt nie zginął, jedynie kapitan został wzięty do niewoli)  . Dwa dni później lista wojennych osiągnięć załogi okrętu podwodnego powiększyła się o dwa parowce: zbudowany w 1881 roku uzbrojony brytyjski „Fabian” o pojemności 2246 BRT, płynący z ładunkiem drobnicy z Almeríi do Liverpoolu, storpedowany bez ostrzeżenia i zatopiony w odległości 30 Mm na północny zachód od Przylądka Spartel (na pozycji 35°45′N 6°40′W/35,750000 -6,666667, w wyniku ataku śmierć poniosło trzech marynarzy)   i pochodzący z 1912 roku włoski „Goffredo Mameli” (4124 BRT), płynący z ładunkiem rudy żelaza w konwoju z Włoch przez Gibraltar do Wielkiej Brytanii, zatopiony w ataku torpedowym w odległości 45 Mm na południowy zachód od Przylądka Spartel (na pozycji 36°05′N 6°15′W/36,083333 -6,250000, na pokładzie zginęło pięciu członków załogi) . 22 września po wpłynięciu na wody Morza Śródziemnego UB-50 zatopił w pobliżu Oranu dwa kolejne parowce: zbudowany w 1916 roku norweski „John Knudsen” o pojemności 1670 BRT, płynący z ładunkiem węgla z Cardiff do Oranu (na pozycji 36°00′N 1°01′W/36,000000 -1,016667, w wyniku ataku śmierć poniósł jeden marynarz)  oraz pochodzący z 1889 roku grecki „Alkyon” (2464 BRT),transportujący węgiel na trasie Newcastle upon Tyne – Palermo (obyło się bez strat w ludziach) . 26 września na południe od Sardynii załoga U-Boota zatrzymała i zatopiła zbudowany w 1916 roku włoski żaglowiec „Ciro” o pojemności 296 BRT .
30 września U-Boot wszedł w skład Flotylli Pola (niem. U-Flottille Pola) . Okręt nominalnie wcielono do K.u.K. Kriegsmarine pod nazwą SM U-81, jednak załoga pozostała niemiecka.
28 października okręt zatopił w atakach torpedowych dwa parowce: na południe od Sardynii zbudowany w 1875 roku włoski „Senegal” o pojemności 845 BRT (na pozycji 37°58′N 8°37′E/37,966667 8,616667; w wyniku ataku zginęło dwóch marynarzy) oraz pochodzący z 1901 roku francuski „Marc Fraissinet” (3060 BRT), płynący z Marsylii do Bizerty z ładunkiem drewna, amunicji i siana; atak miał miejsce w odległości 15 Mm na północ od Tabarki na pozycji 37°01′N 8°37′E/37,016667 8,616667, a na pokładzie statku śmierć poniosła jedna osoba  . 1 listopada na pozycji 37°12′N 6°22′E/37,200000 6,366667 UB-50 storpedował zbudowany w 1906 roku brytyjski parowiec „Margam Abbey” o pojemności 4367 BRT, płynący z ładunkiem węgla z Cardiff do Aleksandrii. Uszkodzony statek, na którym w wyniku ataku zginęło dwóch marynarzy został sztrandowany w pobliżu Collo, jednak ostatecznie uległ zniszczeniu . 4 listopada w odległości 42 Mm na północny zachód od Przylądka Bon (na pozycji 37°44′N 10°38′E/37,733333 10,633333) okręt podwodny storpedował bez ostrzeżenia i zatopił zbudowany w 1906 roku uzbrojony brytyjski parowiec „Antaeus” o pojemności 3061 BRT, płynący pod balastem z Malty do Bizerty (nikt nie zginął, a kapitan został wzięty do niewoli)  . Następnego dnia na tych samych wodach (na pozycji 37°19′N 8°41′E/37,316667 8,683333) U-Boot storpedował zbudowany w 1902 roku brytyjski parowiec „Amberton” o pojemności 4556 BRT, który sztrandowano nieopodal Collo (na pokładzie nikt nie zginął, a statek podniesiono w grudniu 1919 roku) . 9 listopada na pozycji 36°53′N 5°30′E/36,883333 5,500000 UB-50 zatopił bez strat w załodze płynący z Manili do Barcelony zbudowany w 1896 roku amerykański parowiec „Rizal” o pojemności 2744 BRT .
19 grudnia u wschodnich wybrzeży Sycylii załoga U-Boota zatrzymała i zatopiła zbudowany w 1913 roku włoski drewniany szkuner „S. Giuseppe B.” o pojemności 96 BRT (na pozycji 36°49′N 15°16′E/36,816667 15,266667) . 21 grudnia w odległości 50 Mm na północny wschód od Wysp Cani (na pozycji 38°10′N 10°30′E/38,166667 10,500000) okręt podwodny storpedował bez ostrzeżenia i zatopił zbudowany w 1917 roku uzbrojony brytyjski parowiec „City Of Lucknow” o pojemności 8293 BRT, przewożący ładunek drobnicy z Glasgow do Kalkuty (obyło się bez strat w załodze)  . 25 grudnia na przybrzeżnych wodach między Algierem a Bizertą UB-50 zatopił ogniem artyleryjskim zbudowany w 1884 roku włoski bark z żelaznym kadłubem „Sant’ Antonio” (843 BRT) .

### 1918 rok
Na początku 1918 roku niemieckie siły podwodne na Morzu Śródziemnym przeszły reorganizację, w wyniku której Flotylla Pola została podzielona na dwie części: I Flotylla w Poli (niem. I. U-Flottille Mittelmeer) i II Flotylla w Cattaro (II. U-Flottille Mittelmeer), a UB-50 znalazł się w składzie tej drugiej . W tym roku w miejsce działa kalibru 8,8 cm zamontowano działo kalibru 10,5 cm Utof C/16 L/45 (zapas pocisków wynosił od 108 do 192).
1 stycznia w wyniku przeprowadzonego na wschód od Przylądka Bon (na pozycji 37°27′N 9°51′E/37,450000 9,850000) ataku ciężkich uszkodzeń doznał zbudowany w 1914 roku brytyjski parowiec „Egyptian Transport” o pojemności 4648 BRT, transportujący węgiel z Cardiff do Bizerty. Statek został sztrandowany nieopodal portu przeznaczenia, a później został podniesiony i naprawiony (w wyniku ataku na jego pokładzie zginęło pięć osób) . Dwa dni później w odległości 20 Mm na północ od Przylądka Bon okręt storpedował bez ostrzeżenia i zatopił dwa uzbrojone brytyjskie parowce: zbudowany w 1901 roku „Allanton” o pojemności 4253 BRT, płynący z ładunkiem węgla z Kingston upon Hull na Maltę (na pozycji 37°26′N 11°00′E/37,433333 11,000000, nikt nie zginął) oraz pochodzący z 1915 roku „Steelville” (3649 BRT), przewożący węgiel i drobnicę z Barry na Maltę (na pozycji 37°25′N 11°06′E/37,416667 11,100000, także bez strat ludzkich)   . 7 stycznia ten sam los spotkał zbudowany w 1890 roku uzbrojony brytyjski parowiec „Arab” o pojemności 4191 BRT, transportujący węgiel z Cardiff do Mesyny, storpedowany bez ostrzeżenia i zatopiony ze stratą 15 członków załogi w odległości 18 Mm na północny wschód od Przylądka Serrat (na pozycji 37°28′N 9°23′E/37,466667 9,383333)  .
22 marca UB-50 wykonał ataki na dwa alianckie parowce: zbudowany w 1908 roku francuski „Saint Jean II” o pojemności 2457 BRT, płynący z Bizerty do Mesyny, zatopiony w odległości 61 Mm na północny zachód od Przylądka Bon (na pozycji 37°56′N 10°49′E/37,933333 10,816667) oraz pochodzący z 1904 roku brytyjski „Shadwell” (4091 BRT), płynący pod balastem z Neapolu do Bizerty, uszkodzony w ataku torpedowym na północ od portu docelowego (na pozycji 37°53′N 9°54′E/37,883333 9,900000, w wyniku ataku zginęło 15 członków załogi)  . 26 marca na północ od Bône okręt zatopił zbudowany w 1916 roku duży włoski parowiec „Volturno” o pojemności 11 495 BRT, płynący z Portland do Neapolu (na pozycji 37°27′N 8°07′E/37,450000 8,116667) .
6 kwietnia na wodach pomiędzy Bizertą a Przylądkiem Bon (na pozycji 37°27′N 9°53′E/37,450000 9,883333) U-Boot zatopił w ataku torpedowym zbudowany w 1898 roku francuski statek-pułapkę żaglowiec z pomocniczym napędem motorowym „Madeleine III” (149 BRT), na pokładzie którego zginęło 17 członków załogi (trzech rozbitków zostało podjętych przez okręt podwodny i trafiło do niewoli) . 11 kwietnia w odległości 36 Mm na północny wschód od Przylądka Bon okręt storpedował bez ostrzeżenia i zatopił zbudowany w 1901 roku uzbrojony brytyjski parowiec „Highland Prince” o pojemności 3390 BRT, płynący z Aleksandrii do Bizerty (na pozycji 37°32′N 11°32′E/37,533333 11,533333, na statku zginęło trzech marynarzy)  . Tego dnia na zachód od Sycylii załoga U-Boota zatopiła też włoski żaglowiec „Carmela G” (41 BRT) .
17 maja w odległości 50 Mm na południowy wschód od Przylądka Gata UB-50 storpedował bez ostrzeżenia i zatopił zbudowany w 1912 roku uzbrojony brytyjski parowiec „Mavisbrook” o pojemności 3152 BRT, transportujący węgiel z Cardiff na Maltę (na pozycji 36°05′N 1°35′W/36,083333 -1,583333, w wyniku ataku zginęło 18 członków załogi wraz z kapitanem)  . W tym dniu nieopodal Oranu (na pozycji 36°12′N 1°07′W/36,200000 -1,116667) okręt uszkodził też zbudowany w 1901 roku brytyjski parowiec „Elswick Grange” (3926 BRT), przewożący ładunek węgla z Cardiff przez Gibraltar na Maltę (na pokładzie statku śmierć poniósł jeden marynarz) . 19 maja w odległości 40 Mm od Przylądka Palos U-Boot zatrzymał i po ewakuacji załogi zatopił z działa pokładowego zbudowany w 1899 roku duński trzymasztowy szkuner z żelaznym kadłubem „Kirstine Jensen” o pojemności 168 BRT, płynący z ładunkiem zapałek z Göteborga do Tunisu (na pozycji 36°49′N 0°50′W/36,816667 -0,833333) . Następnego dnia w odległości 20 Mm na południowy zachód od latarni morskiej Sabinal UB-50 zatopił w ataku torpedowym zbudowany w 1913 roku szwedzki parowiec „New Sweden” o pojemności 5319 BRT, płynący pod balastem w konwoju GaG24 z Genui do Gibraltaru (na pozycji 36°24′N 2°40′W/36,400000 -2,666667, nikt nie zginął) . 22 maja w odległości 14 Mm od Islas Chafarinas U-Boot uszkodził ogniem z działa pokładowego zbudowany w 1891 roku włoski parowiec „Maria Pia” (180 BRT), przewożący pasażerów na trasie Melilla – Oran (w wyniku trafienia pojedynczym pociskiem śmierć poniosło pięć osób, w tym kapitan jednostki) . 25 maja na północ od Isla de Alborán okręt zatrzymał i zatopił dwa alianckie żaglowce: zbudowany w 1899 roku „Amiral Lafont” z pomocniczym napędem motorowym o pojemności 117 BRT, przewożący zboże i orzeszki ziemne z Dakaru do Marsylii (na pozycji 36°31′N 2°27′W/36,516667 -2,450000) i pochodzący z 1907 roku włoski „Santa Teresa” (257 BRT), transportujący ładunek ołowiu z Malagi do Genui (na pozycji 36°30′N 2°43′W/36,500000 -2,716667)  .
1 lipca nowym dowódcą jednostki został por. mar. (niem. Oberleutnant zur See) Heinrich Kukat, dowodzący wcześniej UC-20 . 13 lipca na południe od latarni morskiej Santa Maria di Leuca U-Boot storpedował zbudowany w 1914 roku brytyjski parowiec „Imber” (2514 BRT), który wypłynął z Tarentu (statek został uszkodzony bez strat w załodze na pozycji 39°14′N 18°38′E/39,233333 18,633333) . 16 lipca w odległości 72 Mm na południowy zachód od Malty UB-50 storpedował bez ostrzeżenia i zatopił zbudowany w 1918 roku uzbrojony brytyjski parowiec „War Swallow” o pojemności 5216 BRT, transportujący węgiel z Newcastle upon Tyne przez Gibraltar do Port Saidu (na pozycji 34°35′N 15°00′E/34,583333 15,000000, w wyniku ataku zginęło siedmiu marynarzy)  . Trzy dni później w Cieśninie Sycylijskiej okręt podwodny zatopił w ataku torpedowym zbudowany w 1877 roku włoski parowiec „Adria 1” (1809 BRT), płynący z ładunkiem bawełny z Palermo do Tunisu (na pozycji 37°10′N 11°12′E/37,166667 11,200000 ). 21 lipca w wyniku dokonanego na pozycji 40°52′N 6°38′E/40,866667 6,633333 ataku torpedowego U-Boota na zbudowany w 1899 roku brytyjski parowiec „Upada” o pojemności 5257 BRT, płynący pod balastem z Bizerty do Marsylii statek został uszkodzony i stracił trzech członków załogi . Dwa dni później w odległości 73 Mm na południowy wschód od Mahón okręt storpedował bez ostrzeżenia i zatopił zbudowany w 1904 roku uzbrojony brytyjski parowiec „Messidor” o pojemności 3883 BRT, przewożący węgiel z Manchesteru do Civitavecchia (na pozycji 38°59′N 5°18′E/38,983333 5,300000, w wyniku ataku śmierć poniosła jedna osoba)  . 24 lipca w odległości 50 Mm na południowy wschód od Mahón U-Boot storpedował bez ostrzeżenia i zatopił zbudowany w 1906 roku uzbrojony brytyjski parowiec „Rutherglen” (4214 BRT), płynący z Newport do Genui z ładunkiem węgla (na pozycji 39°43′N 5°17′E/39,716667 5,283333, nikt nie zginął)  . Nazajutrz w odległości 53 Mm na północny wschód od Przylądka Serrat ten sam los spotkał zbudowany w 1893 roku uzbrojony brytyjski parowiec „Magellan” o pojemności 3642 BRT, przewożący ładunek drobnicy z Malty na Wyspy Brytyjskie, storpedowany bez ostrzeżenia i zatopiony na pozycji 38°06′N 9°08′E/38,100000 9,133333 ze stratą jednego członka załogi  . 27 lipca u wybrzeży Tunezji okręt zatrzymał i zatopił ogniem artyleryjskim zbudowaną w 1916 roku włoską drewnianą barkentynę „Antonio S.” o pojemności 175 BRT (na pozycji 35°27′N 11°09′E/35,450000 11,150000) .
W obliczu upadku Monarchii Austro-Węgierskiej 29 października UB-50 wypłynął w rejs do Niemiec. 8 listopada okręt sforsował Cieśninę Gibraltarską, atakowany podczas jej pokonywania bombami głębinowymi przez brytyjskie niszczyciele. Rankiem następnego dnia na zachód od Gibraltaru płynący na powierzchni U-Boot zauważył dużych rozmiarów okręt, rozpoznany jako pancernik typu King Edward VII . Okręt zanurzył się i o godzinie 8:08 z dystansu 2000 metrów odpalił dwie torpedy, trafiając HMS „Britannia”. UB-58 bez uszkodzeń przetrwał schodząc na głębokość 50 metrów kontratak eskortujących pancernik niszczycieli, które zrzuciły 21 bomb głębinowych, po czym wyszedł na głębokość peryskopową i obserwował uszkodzony, nabierający coraz więcej przechyłu okręt liniowy, który o godzinie 11:31 przewrócił się do góry stępką i zatonął. Do zatopienia doszło w odległości 11 Mm na północny zachód od Przylądka Spartel, a na pokładzie pancernika zginęło 51 osób . HMS „Britannia” była przedostatnim brytyjskim okrętem zatopionym przez U-Booty podczas I wojny światowej.
12 listopada dowódca UB-50 dowiedział się o zawarciu rozejmu w Compiègne, po czym 24 listopada zawinął do Lerwick. Nazajutrz wyruszył w dalszą drogę, dopływając 29 listopada do Kilonii. 16 stycznia 1919 roku UB-50 został poddany Brytyjczykom, a w 1922 roku został złomowany w Swansea .

## Podsumowanie działalności bojowej
W latach 1917–1918 SM UB-50 odbył łącznie siedem misji bojowych, podczas których za pomocą torped, artylerii oraz ładunków wybuchowych zatopił 39 statków o łącznej pojemności 98 071 BRT i pancernik o wyporności 16 350 ton, a siedem statków o łącznej pojemności 25 172 BRT zostało uszkodzonych . Na pokładach zatopionych i uszkodzonych jednostek zginęły co najmniej 142 osoby, w tym 51 na brytyjskim pancerniku HMS „Britannia”  . Pełne zestawienie strat przedstawia poniższa tabela :
| Data                 | Nazwa                         | Państwo           | Tonaż       | Los jednostki |
| -------------------- | ----------------------------- | ----------------- | ----------- | ------------- |
| 8 września 1917      | „William H. Clifford”         | Stany Zjednoczone | 1593        | zatopiony     |
| 12 września 1917     | HS 3                          | Wielka Brytania   | 121         | zatopiony     |
| 12 września 1917     | RB 10                         | Wielka Brytania   | 800         | zatopiony     |
| 13 września 1917     | „Gomizianes Da Graça Odemira” | Portugalia        | 32          | zatopiony     |
| 13 września 1917     | „Correiro De Sines”           | Portugalia        | 32          | zatopiony     |
| 14 września 1917     | „Sado”                        | Portugalia        | 196         | zatopiony     |
| 18 września 1917     | „Polar Prince”                | Wielka Brytania   | 3611        | zatopiony     |
| 20 września 1917     | „Fabian”                      | Wielka Brytania   | 2246        | zatopiony     |
| 20 września 1917     | „Goffredo Mameli”             | Włochy            | 4124        | zatopiony     |
| 22 września 1917     | „Alkyon”                      | Królestwo Grecji  | 2464        | zatopiony     |
| 22 września 1917     | „John Knudsen”                | Norwegia          | 1670        | zatopiony     |
| 26 września 1917     | „Ciro”                        | Włochy            | 296         | zatopiony     |
| 28 października 1917 | „Marc Fraissinet”             | Francja           | 3060        | zatopiony     |
| 28 października 1917 | „Senegal”                     | Włochy            | 845         | zatopiony     |
| 1 listopada 1917     | „Margam Abbey”                | Wielka Brytania   | 4367        | zatopiony     |
| 4 listopada 1917     | „Antaeus”                     | Wielka Brytania   | 3061        | zatopiony     |
| 5 listopada 1917     | „Amberton”                    | Wielka Brytania   | 4556        | uszkodzony    |
| 9 listopada 1917     | „Rizal”                       | Stany Zjednoczone | 2744        | zatopiony     |
| 19 grudnia 1917      | „S. Giuseppe B.”              | Włochy            | 96          | zatopiony     |
| 21 grudnia 1917      | „City Of Lucknow”             | Wielka Brytania   | 8293        | zatopiony     |
| 25 grudnia 1917      | „Sant’ Antonio”               | Włochy            | 843         | zatopiony     |
| 1 stycznia 1918      | „Egyptian Transport”          | Wielka Brytania   | 4648        | uszkodzony    |
| 3 stycznia 1918      | „Allanton”                    | Wielka Brytania   | 4253        | zatopiony     |
| 3 stycznia 1918      | „Steelville”                  | Wielka Brytania   | 3649        | zatopiony     |
| 7 stycznia 1918      | „Arab”                        | Wielka Brytania   | 4191        | zatopiony     |
| 22 marca 1918        | „Saint Jean II”               | Francja           | 2457        | zatopiony     |
| 22 marca 1918        | „Shadwell”                    | Wielka Brytania   | 4091        | uszkodzony    |
| 26 marca 1918        | „Volturno”                    | Włochy            | 11 495      | zatopiony     |
| 6 kwietnia 1918      | „Madeleine III”               | Marine nationale  | 149         | zatopiony     |
| 11 kwietnia 1918     | „Carmela G”                   | Włochy            | 41          | zatopiony     |
| 11 kwietnia 1918     | „Highland Prince”             | Wielka Brytania   | 3390        | zatopiony     |
| 17 maja 1918         | „Elswick Grange”              | Wielka Brytania   | 3926        | uszkodzony    |
| 17 maja 1918         | „Mavisbrook”                  | Wielka Brytania   | 3152        | zatopiony     |
| 19 maja 1918         | „Kirstine Jensen”             | Dania             | 168         | zatopiony     |
| 20 maja 1918         | „New Sweden”                  | Szwecja           | 5319        | zatopiony     |
| 22 maja 1918         | „Maria Pia”                   | Włochy            | 180         | uszkodzony    |
| 25 maja 1918         | „Amiral Lafont”               | Francja           | 117         | zatopiony     |
| 25 maja 1918         | „Santa Teresa”                | Włochy            | 257         | zatopiony     |
| 13 lipca 1918        | „Imber”                       | Wielka Brytania   | 2514        | uszkodzony    |
| 16 lipca 1918        | „War Swallow”                 | Wielka Brytania   | 5216        | zatopiony     |
| 19 lipca 1918        | „Adria 1”                     | Włochy            | 1809        | zatopiony     |
| 21 lipca 1918        | „Upada”                       | Wielka Brytania   | 5257        | uszkodzony    |
| 23 lipca 1918        | „Messidor”                    | Wielka Brytania   | 3883        | zatopiony     |
| 24 lipca 1918        | „Rutherglen”                  | Wielka Brytania   | 4214        | zatopiony     |
| 25 lipca 1918        | „Magellan”                    | Wielka Brytania   | 3642        | zatopiony     |
| 27 lipca 1918        | „Antonio S.”                  | Włochy            | 175         | zatopiony     |
| 9 listopada 1918     | HMS „Britannia”               | Royal Navy        | 16 350      | zatopiony     |
| RAZEM                | RAZEM                         | zatopione:        | zatopione:  | 40            |
| RAZEM                | RAZEM                         | uszkodzone:       | uszkodzone: | 7             |